# Vieux-Condé
Vieux-Condé é uma comuna francesa na região administrativa de Altos da França, no departamento do Norte. Estende-se por uma área de 11.06 km². Em 2010 a comuna tinha 10 426 habitantes (densidade: 942,7 hab./km²).